# Карадаји
Карадаји (тур. Karadayı) турска је телевизијска серија, снимана од 2012. до 2015.
У Србији је приказивана 2013. и 2014. на Првој телевизији, а од 12. августа 2019. се приказује на телевизији TDC.

## Радња
Прича је смештена у седамдесете године прошлог века и прати живот обућара Махира Каре, који је одрастао у срећној породици. Његов отац Назиф добар је човек, поштују га сви осим криминалаца и неискрених људи. Вече уочи Махировог венчања, Назиф је означен као кривац за убиство које није починио. Његов син тада постаје глава породице и одлучује да пронађе правог убицу, макар то значило да ће морати да жртвује своју срећу.
Уз помоћ адвоката Ердала, Махир успева да уђе у суд као адвокат-приправник и упознаје судију која ће имати главну реч у случају његовог оца. У питању је млада Фериде Шадоглу, која се тек нашла на тој функцији и била је врло блиска са убијеним човеком. Док покушава да докаже очеву невиност, Махир се заљубљује у Фериде, а ни она није равнодушна према њему...

## Сезоне
| Сезона | Сезона | Број епизода (н / и)              | Приказивање у Турској                 | Приказивање у Србији                                                             |
| ------ | ------ | --------------------------------- | ------------------------------------- | -------------------------------------------------------------------------------- |
|        | 1      | 36 / 94 (1 — 36) / (1 — 94)       | 8. октобар 2012 — 17. јун 2013. ()    | 16. децембар 2013 — 30. април 2014. (Прва)                                       |
|        | 2      | 39 / 105 (37 — 75) / (95 — 199)   | 9. септембар 2013 — 16. јун 2014. ()  | 1. мај 2014 — 29. август 2014. (Прва) 23. децембар 2019 — 31. јануар 2020. (TDC) |
|        | 3      | 40 / 116 (76 — 115) / (200 — 314) | 15. септембар 2014 — 15. јун 2015. () | 3. фебруар 2020 — 10. јул 2020. (TDC)                                            |

## Улоге
| Глумац:              | Улога:              |
| -------------------- | ------------------- |
| Кенан Имирзалиоглу   | Махир Кара          |
| Бергузар Корел       | Фериде Шадоглу      |
| Четин Текиндор       | Назиф Кара          |
| Јурдаер Окур         | Тургут Акан         |
| Еркан Авџи           | Неџдет Гунеј        |
| Мелике Ипек Јалова   | Ајтен Алев          |
| Риза Коџаоглу        | Јасин Улуташ        |
| Елиф Сонмез          | Илкнур Тирјаки      |
| Шебнем Дилил         | Сафије Кара         |
| Аџиз Карадуман       | Далјан Риза         |
| Лејла Лидија Тутлу   | Сонгул Кара         |
| Џенан Чамјурду       | Ердал Енгин         |
| Асли Орџан           | Сера Ашик           |
| Лила Гурман          | Кериме Шадоглу      |
| Дениз Шем Хамзаоглу  | Булент Тирјаки      |
| Улаш Туна Астепе     | Орхан Кара          |
| Атаберк Мутлу        | Назиф Тирјаки       |
| Емир Чубукџу         | Осман Гунеј         |
| Нихат Алтинкаја      | Синан Коџа          |
| Мехмет Боздоган      | Јилан Бердан        |
| Олгун Токер          | Мелих Шадоглу       |
| Озан Ач              | Исмет               |
| Ерхан Јазиџиоглу     | Мехмет Саим Шадоглу |
| Џиван Џанова         | Четин Хункароглу    |
| Асу Езги Ташкраноглу | Нуртен Алев         |
| Мелих Чардак         | Сердар              |
| Чадаш Текелиоглу     | Азми                |
| Башај Окај           | Суреја              |